# Monti Ausoni e Aurunci
Monti Ausoni e Aurunci este o arie protejată (arie de protecție specială avifaunistică — SPA) din Italia întinsă pe o suprafață de 62.327 ha, integral pe uscat.

## Localizare
Centrul sitului Monti Ausoni e Aurunci este situat la coordonatele 41°17′20″N 13°27′21″E / 41.288854°N 13.455875°E.

## Înființare
Situl Monti Ausoni e Aurunci a fost declarat arie de protecție specială avifaunistică în octombrie 1999 pentru a proteja 48 de specii de animale.

## Biodiversitate
Situată în ecoregiunea mediteraneană, aria protejată conține 11 habitate naturale: Păduri de Quercus suber, Matorral arborescenți cu Juniperus spp., Ape puternic oligomezotrofe cu vegetație bentonică cu Chara spp., Pante stâncoase calcaroase cu vegetație casmofită, Pajiști uscate seminaturale și facies de acoperire cu tufișuri pe substraturi calcaroase (Festuco-Brometalia) (* situri importante pentru orhidee), Tufărișuri termo-mediteraneene și de pre-deșert, Râuri mediteraneene cu debit permanent cu specii de Paspalo-Agrostidion și galerii riverane de Salix și de Populus alba, Păduri de fag din Apenini cu Taxus și Ilex, Pseudostepă cu ierburi și specii anuale de Thero-Brachypodietea, Păduri de Quercus ilex și Quercus rotundifolia, Cursuri de apă de la nivel de câmpie la nivel montan, cu vegetație Ranunculion fluitantis și Callitricho-Batrachion.
La baza desemnării sitului se află mai multe specii protejate:
- păsări (25): pescăruș albastru (Alcedo atthis), fâsă-de-câmp (Anthus campestris), Apus pallidus, acvilă de munte (Aquila chrysaetos), caprimulg (Caprimulgus europaeus), șerpar (Circaetus gallicus), erete de stuf (Circus aeruginosus), erete vânăt (Circus cyaneus), erete cenușiu (Circus pygargus), dumbrăveancă (Coracias garrulus), presură de grădină (Emberiza hortulana), Falco naumanni, șoim călător (Falco peregrinus), rândunică (Hirundo rustica), capîntortură (Jynx torquilla), sfrâncioc roșiatic (Lanius collurio), ciocârlie de pădure (Lullula arborea), gaia neagră (Milvus migrans), gaia roșie (Milvus milvus), mierlă de piatră (Monticola saxatilis), pietrar mediteranean (Oenanthe hispanica), ciuf-pitic (Otus scops), viespar (Pernis apivorus), turturică (Streptopelia turtur), Tachymarptis melba
- amfibieni (2): Salamandrina terdigitata, Triturus carnifex
- mamifere (9): liliac cârn (Barbastella barbastellus), lupul (Canis lupus), liliac cu aripi lungi (Miniopterus schreibersii), liliac cu picioare lungi (Myotis capaccinii), liliac cărămiziu (Myotis emarginatus), liliac comun (Myotis myotis), liliacul mediteranean cu potcoavă (Rhinolophus euryale), liliacul mare cu potcoavă (Rhinolophus ferrumequinum), liliacul mic cu potcoavă (Rhinolophus hipposideros)
- nevertebrate (6): Austropotamobius pallipes, fluturele auriu (Euphydryas aurinia), Euplagia quadripunctaria, Melanargia arge, Osmoderma eremita, Rosalia alpina
- pești (4): Cobitis bilineata, cicar (Lampetra planeri), Padogobius nigricans, Rutilus rubilio
- reptile (2): șarpele cu patru dungi (Elaphe quatuorlineata), țestoasă bănățeană (Testudo hermanni)

Pe lângă speciile protejate, pe teritoriul sitului au mai fost identificate 38 de specii de plante, 4 specii de amfibieni, 2 specii de mamifere, 2 specii de reptile.